# Bonding
Bonding is een tandheelkundig proces waarbij de tand of kies wordt voorbereid op het plaatsen van een (plastische) restauratie of in de volksmond een witte vulling.
Na het weghalen van cariës wordt de caviteit, het 'gaatje', voorbereid op het aanbrengen van de bonding.
- De oppervlaktes moeten schoon zijn, dus vrij van bloed en geïnfecteerd dentine.
- Het te behandelen oppervlak moet bij de meeste bondingsystemen droog worden gehouden, maar ook niet té droog.

Bloed en speeksel zijn funest voor een goede hechting, omdat eiwitten een goede penetratie van de kunststof hars belemmeren.

## De stappen

### Droogleggen van de tand of kies
De tandarts brengt een bandje of stripje aan. Hierdoor kan aan bovenstaande voorwaarden worden voldaan. Daarnaast wordt een rubberdam aangebracht of een of meerdere watjes. Dit moet voorkomen dat het te behandelen oppervlak tijdens de behandeling met bloed of speeksel in aanraking komt.

### Etsen
Het oppervlak wordt chemisch opgeruwd met een zuur. Het meest gebruikte zuur is een fosforzuuroplossing van 35 tot 50%. Zwakkere zuren, zoals citroenzuur of melkzuur worden ook gebruikt. Het middel moet minimaal 15 seconden inwerken, maximaal 60 seconden. Het zuur wordt weggespoeld met water en het overmaat aan water wordt weggehaald (zodat het oppervlak nog wel vochtig blijft).
Het glazuuroppervlak is na het etsen ruwer, groter van oppervlak en heeft een hogere oppervlakte-energie. Dat laatste is belangrijk, omdat de kunsthars dan beter in het oppervlak penetreert. Het onderliggende dentine heeft meer organisch materiaal, dat neerslaat na het etsen.

### Primen
Met een primer wordt de organische laag die neerslaat na het etsen van het dentine geïmpregneerd. Hierdoor kan de kunststofhars beter deze laag binnendringen. De primer maakt van het hydrofiel (waterminnend) oppervlak een hydrofoob (waterafstotend) oppervlak. De organische laag veert dan weer op én laat de kunststoflaag makkelijker door, tot in de kanaaltjes van het dentine: de dentinetubuli.

### Bonding
De kunststofhars wordt op het oppervlak aangebracht. Dit zijn meestal stoffen op basis van acrylaten. De bonding verspreidt zich vrij snel en zeer gemakkelijk over de behandelde delen. De uitharding is chemisch of wordt door licht geïnitieerd.
Het is belangrijk dat de hechting sterk is. Kunststoffen krimpen immers als ze uitharden. De druk die door het krimpen van composiet (de witte vulling), op het oppervlak en het materiaal wordt uitgeoefend is niet groter dan 18 MPa. Deze druk wordt ook wel krimpspanning genoemd. Een te grote krimpspanning kan pijn veroorzaken bij de patiënt. Indien de bonding goed is uitgevoerd kan de hechtlaag een druk van maximaal 20 tot 22 MPa verdragen.
De oppervlaktelaag van de bonding hardt niet uit, ook niet na het belichten. Deze laag noemt men de door zuurstof geïnhibeerde laag. Deze laag is erg handig, omdat het vulmateriaal uiteraard ook moet hechten. Na het aanbrengen van de vulling hardt ook deze laag uit, zodat de hechting van het vulmateriaal aan het tandmateriaal compleet is.

## Variaties
Diverse fabrikanten leveren bondingsystemen met zelfprimende bonding of 3-in-1-bonding. Hoewel de voortgang van deze techniek niet stil staat, lijkt de hechtsterkte van met name de 3-in-1-systemen onvoldoende.